# 拉瓦利杜伊克索
拉瓦利杜伊克索，是西班牙瓦伦西亚自治区卡斯特利翁省的一个市镇。总面积67平方公里，总人口28964人（2001年），人口密度432人/平方公里。